# منتخب روسيا للكرة اللينة للرجال
منتخب روسيا للكرة اللينة للرجال (بالروسية: Мужская сборная России по софтболу)‏ هو ممثل روسيا الرسمي في المنافسات الدولية في كرة لينة
.